# Славія (площа)
Площа Славія (серб. Трг Славија) знаходиться в Белграді столиці Сербії між вулицями Короля Мілана, Белградською, Маккензієвою, Свєтосавською, Деліградською і Неманіною вулицями, бульваром Звільнення. Є одним з головних міських орієнтирів і значною транспортною розв'язкою.

## Історія
До 1880-х років ця площа була єдиним озером, на якому жителі Белграда полювали на диких качок. Утворення площі розпочалося з моменту, коли шотландець Френсіс Маккензі купив землю для перепродажу її по частинах. Тоді ж він побудував на Славії свій будинок, який пізніше, в 1910 році, став Соціалістичним Центром, місцем зустрічей робочого руху. Назву «Славія» дано головним архітектором. Після Другої світової війни тут знаходився однойменний кінотеатр до його зносу в 1991 році.
Інші будівлі меншого розміру, на розі вулиці короля Мілана, де раніше знаходилися кафе «Три селяка» і «Рудничанин», були зруйновані до і під час Другої світової війни. Готель «Славія» побудований в період 1882—1888 років. Новий готель «Славія» побудований в 1962 році, а пізніше розширений. Впродовж деякого часу площа носила ім'я Димитрія Туцовича, видатного лідера соціалістичного руху Сербії. У центрі площі стоїть пам'ятник йому.

## Фототека

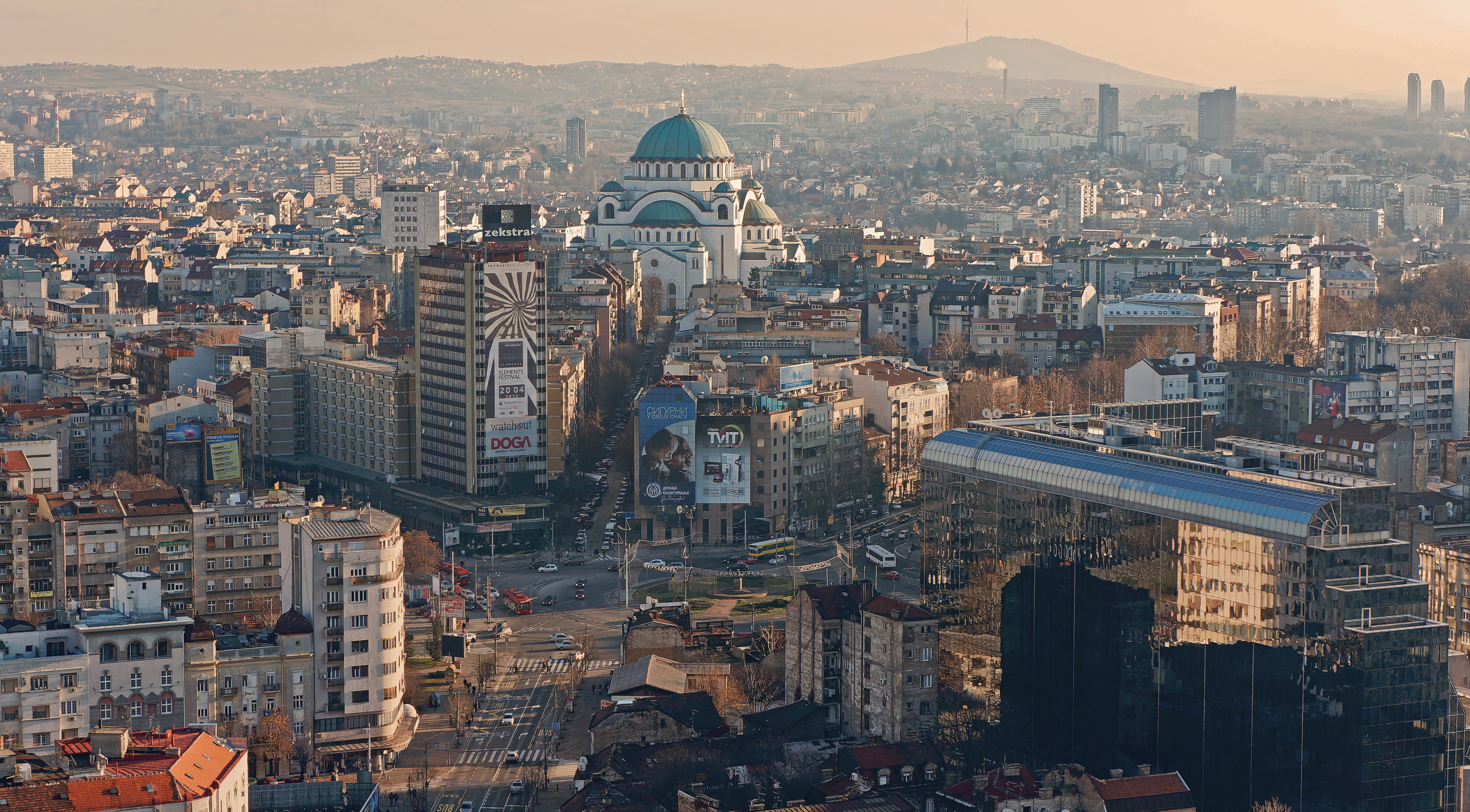
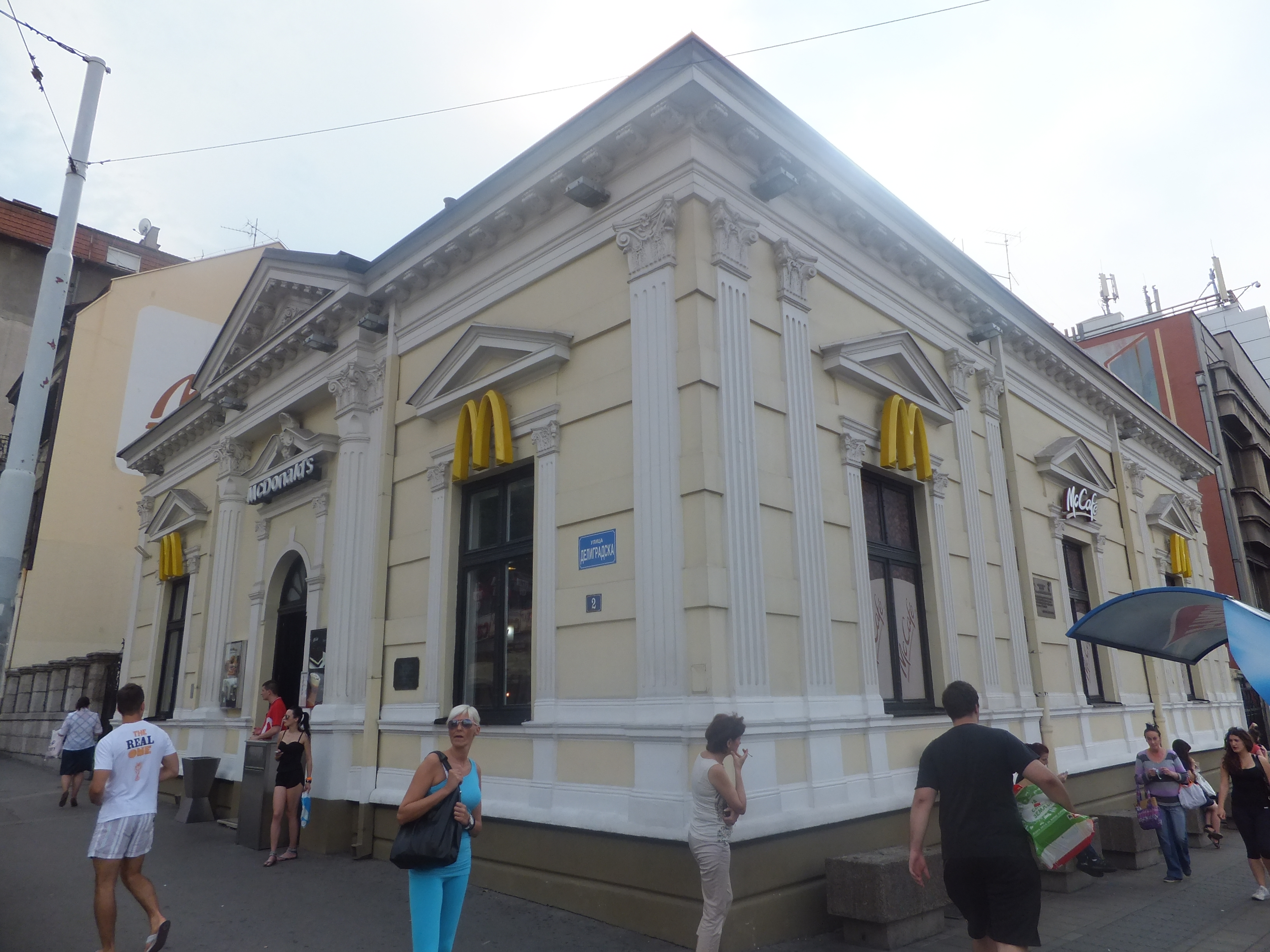
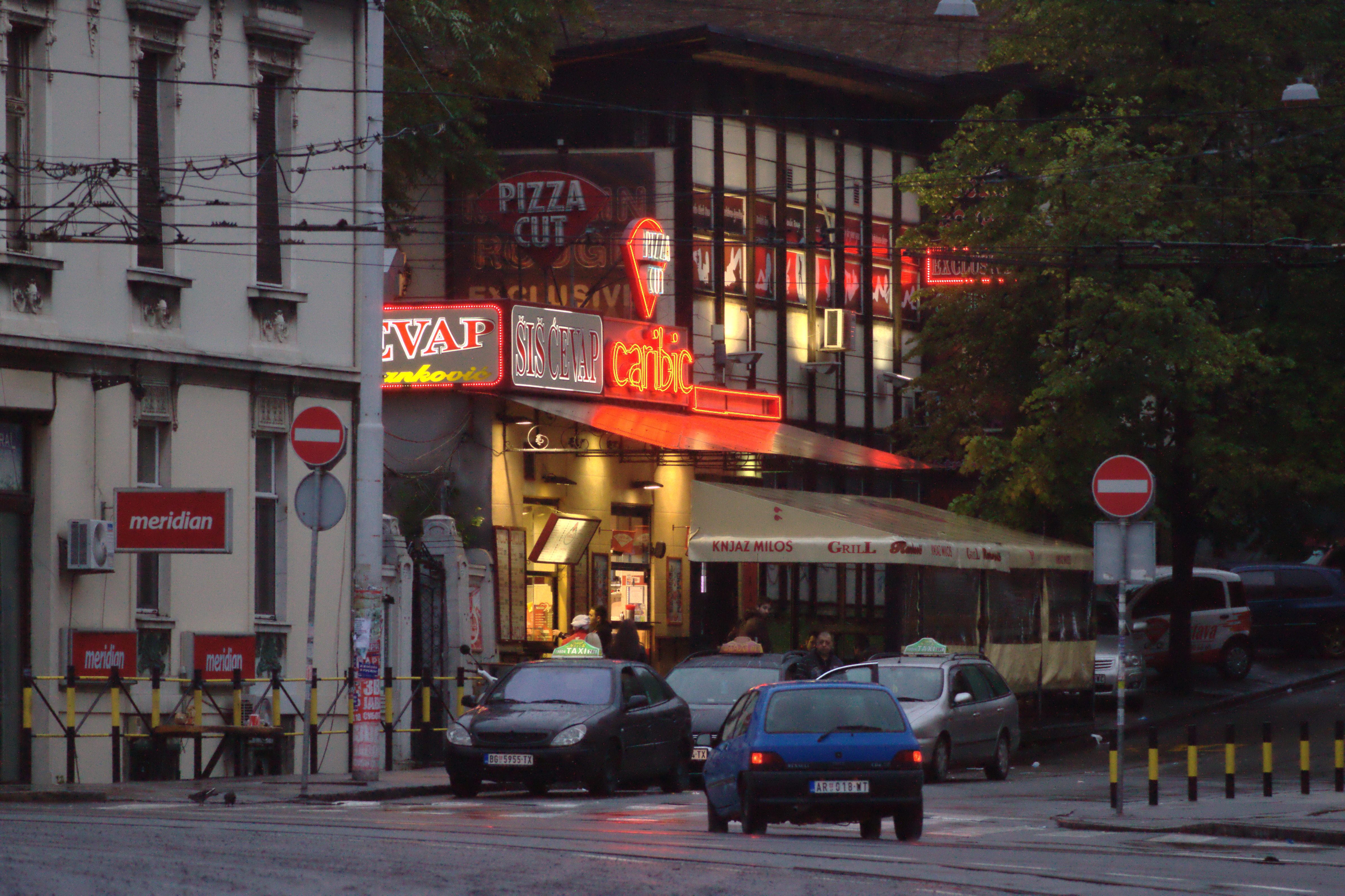
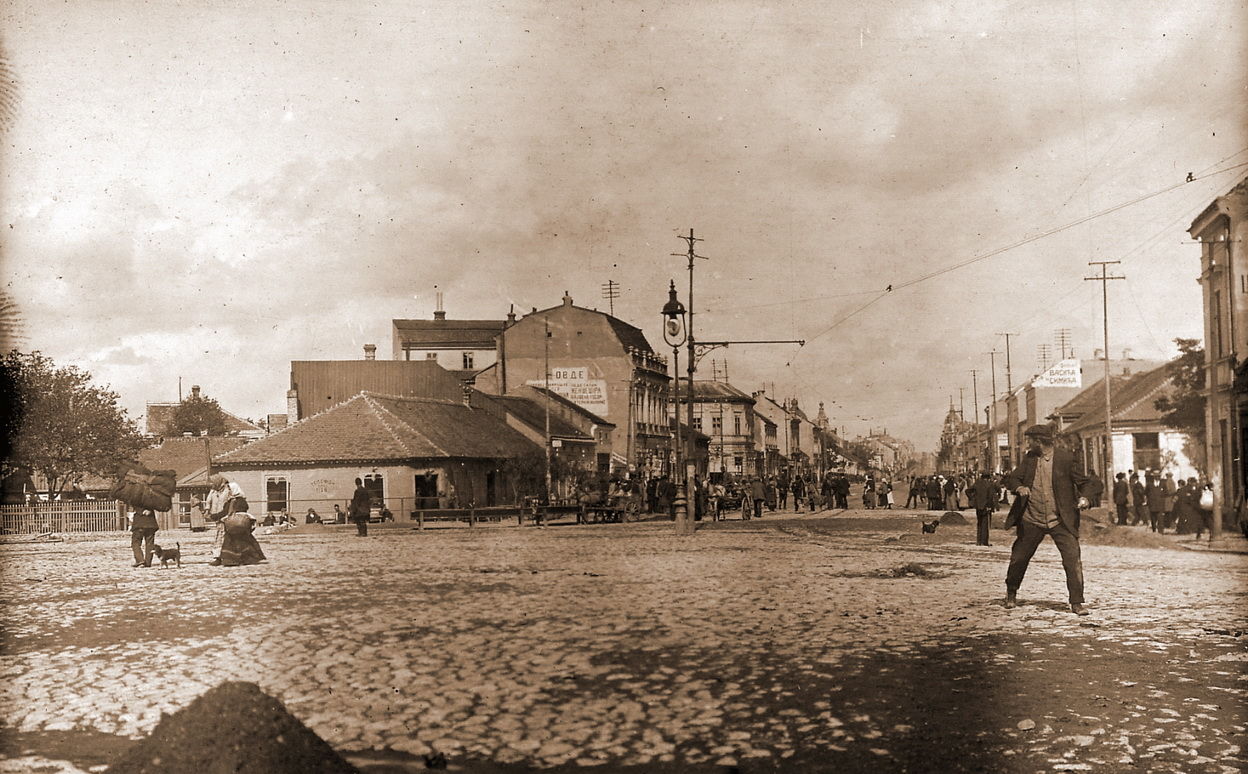
Площа Славія в 1925 році